# Макафи, Пэт
Па́трик Джа́стин Ма́кафи (англ. Patrick Justin McAfee, род. 2 мая 1987, Плам, Пенсильвания) — американский спортивный аналитик, подкастер, комментатор рестлинга, рестлер, в прошлом пантер клуба НФЛ «Индианаполис Колтс». В настоящее время Макафи работает в WWE, где он является комментатором бренда Raw.
Он был кикером и пантером в университете Западной Виргинии и был задрафтован командой «Индианаполис Колтс» в седьмом раунде драфта НФЛ 2009 года. За свою восьмилетнюю карьеру в Национальной футбольной лиге (НФЛ) Макафи дважды попадал в Пробоул, а в 2014 году стал игроком All-Pro. После ухода из футбола в феврале 2017 года Макафи стал футбольным аналитиком. В конце 2018 года он был приглашенным ведущим трансляций футбола колледжей и НФЛ на канале Fox Sports, а в июле 2019 года был объявлен частью команды ESPN Thursday Night College Football. Кроме того, он регулярно выступает в программах Get Up! и College GameDay. В настоящее время он ведет «Шоу Пэта Макафи» на радиостанции Mad Dog Sports Radio на Sirius XM, после того как ранее работал на DAZN и Westwood One. Его шоу также доступно в прямом эфире на YouTube, где оно также архивируется.

## Карьера в рестлинге
Макафи выступал в качестве приглашенного комментатора на шоу NXT TakeOver в 2018 году, а затем подписал контракт с WWE в феврале 2019 года.
В 2020 году он враждовал с Адамом Коулом и дебютировал на ринге NXT на TakeOver XXX, проиграв Коулу. В 2020 году он получил награду «Новичок года» по версии Wrestling Observer Newsletter после своей вражды с Коулом. В апреле 2021 года Макафи был переведен на SmackDown, став комментатором шоу.
В 2022 году, будучи гостем его подкаста, Винс Макмэн предложил Пэту матч на WrestleMania 38, и Макафи согласился. Его противником стал Остин Тиори, которого Макафи победил. Во время выхода Пэта сопровождали девушки из группы поддержки команды НФЛ «Даллас Ковбойс». После матча Пэту бросил вызов сам Винс Макмэн, который после вмешательства Тиори, смог одолеть Макафи. Зато после матча тому отомстил Стив Остин, с которым Макафи отпраздновал свой дебют на главном шоу года.
24 июня 2022 года на SmackDown Макафи предложил рестлеру WWE Барону Корбину провести матч на июльском шоу SummerSlam. 30 августа на SummerSlam Макафи победил Корбина.

## Личная жизнь
5 февраля 2016 года Макафи стал рекордсменом Гиннесса, успешно пробив мяч в поле на 40 ярдов с завязанными глазами. Рекорд был превзойден два года спустя, когда Дэвис Бриф, поклонник Макафи, 23 сентября 2018 года отбил мяч в поле на 45 ярдов с завязанными глазами.
Макафи обручился со своей девушкой, Самантой Луди, в феврале 2019 года. Они поженились 1 августа 2020 года в Кармеле, Индиана.

## Титулы и достижения в рестлинге
- Wrestling Observer Newsletter
  - Новичок года (2020)[10]
  - Худший матч года (2022) — пр. Винса Макмэна на WrestleMania 38
- WWE
  - Премия NXT по итогам года (1 раз)
    - Соперничество года (2020) пр. Адама Коула